# Gelbe Serradella
Die Gelbe Serradella (Ornithopus compressus), auch Gelber Vogelfuß oder Flachhülsiger Vogelfuß genannt, ist eine Pflanzenart aus der Gattung Ornithopus innerhalb der Familie der Hülsenfrüchtler (Fabaceae). Sie ist in Makaronesien und im Mittelmeerraum von Nordafrika über Westasien bis zum Kaukasusraum und in Südwest- sowie Südosteuropa natürlich verbreitet.

## Beschreibung

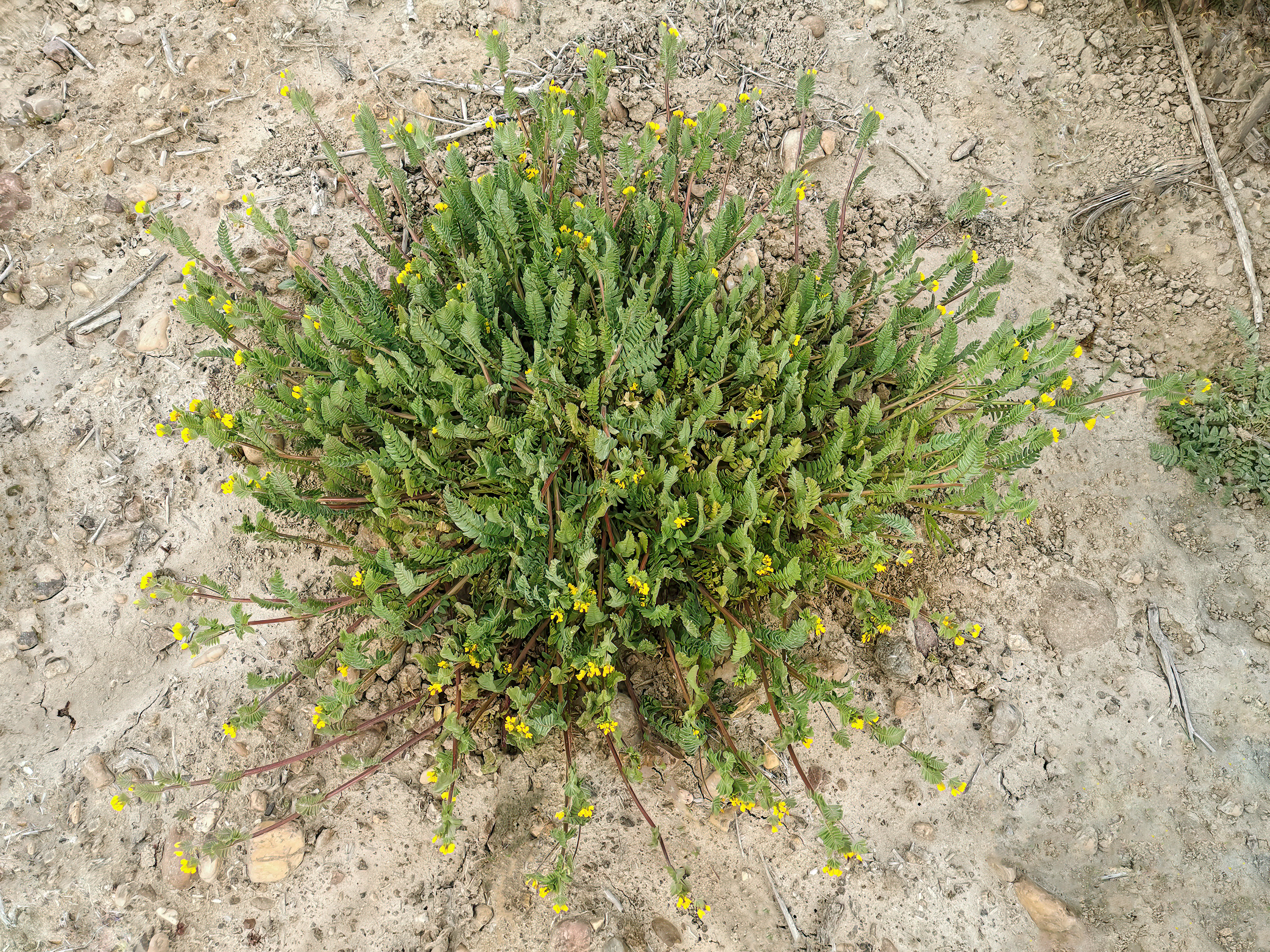
Bestand der Gelben Serradella

### Erscheinungsbild und Blatt
Die Gelbe Serradella wächst als einjährige krautige Pflanze und erreicht Wuchshöhen von 10 bis 50 Zentimetern. Sie ist ein Tiefwurzler. Die oberirdischen Pflanzenteile sind flaumig oder rau behaart (Indument). Die stielrunden, dünnen und flaumig behaarten, hellgrünen, meist 10 bis 75 (4 bis 80) Zentimeter langen, selbständig aufrechten, aufsteigenden bis niederliegenden Stängel sind gut verzweigt bis meist unverzweigt.
Die wechselständig am Stängel angeordneten Laubblätter sind bis zu 12 Zentimeter lang und gestielt bis sitzend. Die unpaarig gefiederte Blattspreite besitzt 5 bis meist 8 bis 18 Paare von Fiederblättchen und ein Endfiederblättchen. Die ganzrandigen Fiederblättchen sind bei einer Länge von 2 bis 8, selten bis zu 18 Millimetern sowie einer Breite von 1,5 bis 4, selten bis zu 6 Millimetern länglich bis linealisch-lanzettlich oder eiförmig bis elliptisch mit spitzem, stumpfem oder stachelspitzigem oberen Ende. Beide Blattseiten sind flaumig behaart. Die Nebenblätter sind bei einer Länge von weniger als 1 Millimeter dreieckig mit einem meist purpurfarbenen oberen Ende.

### Blütenstand und Blüte

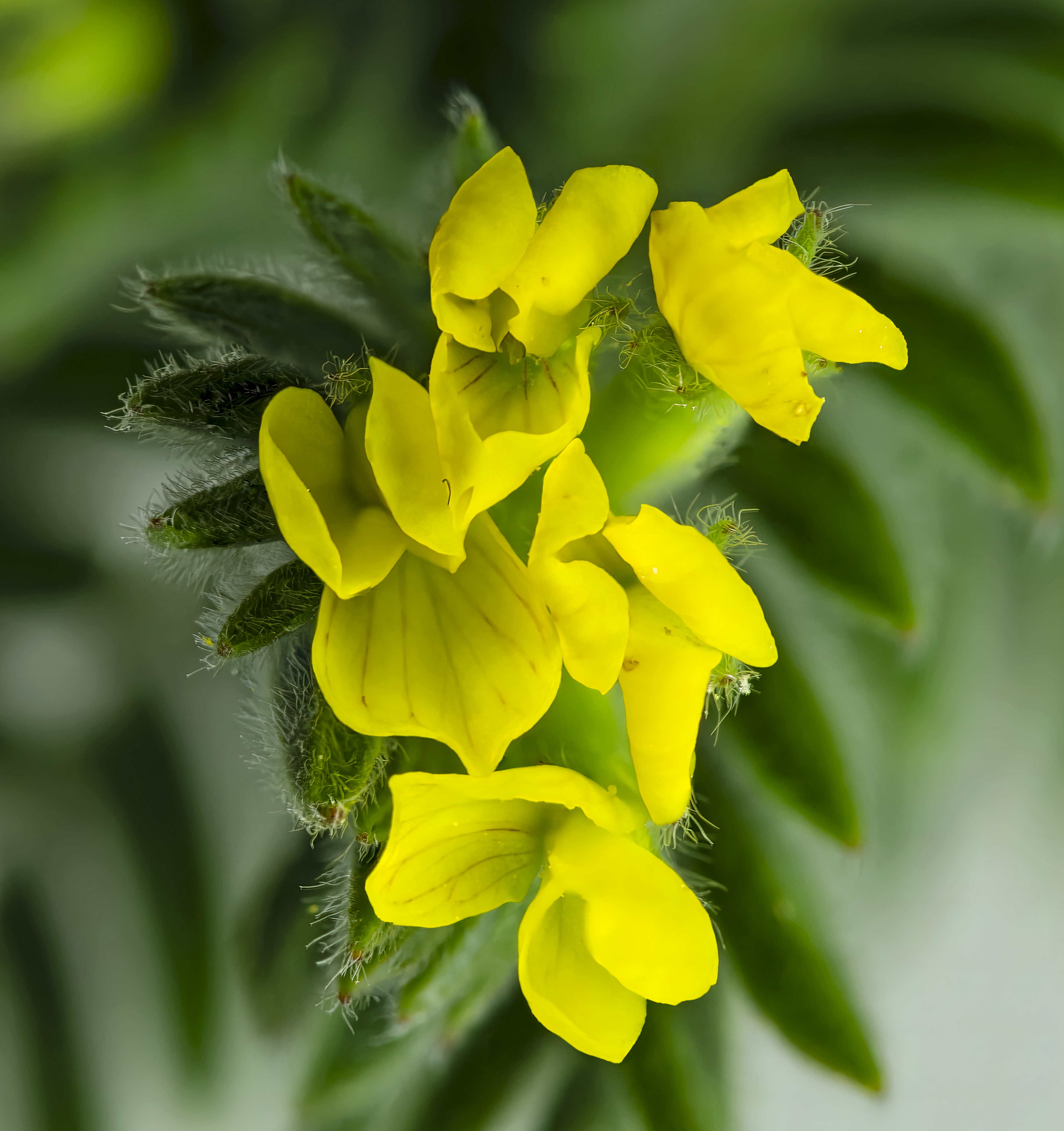
Blütenstand und Blüte

Über einem laubblattähnlichen, unpaarig gefiederten Tragblatt stehen auf einem 5 bis 35 Millimeter langen, behaarten Blütenstandsschaft in einem doldigen Blütenstand meist drei bis fünf (ein bis sechs) Blüten zusammen. Das Deckblatt ist relativ klein und gezähnt. Es sind höchstens 1 Millimeter lange Blütenstiele vorhanden.
Die zwittrigen Blüten sind zygomorph und fünfzählig mit doppelter Blütenhülle. Von den fünf 3 bis 5 Millimeter langen, dicht zottig behaarten Kelchblätter sind drei bis etwa der Hälfte bis zwei Drittel ihrer Länge verwachsen und die oberen zwei sind nur an ihrer Basis verwachsen. Die Kelchzähne sind linealisch-lanzettlich. Die fünf Kronblätter sind gelb. Die 6 bis 8,5 Millimeter große Blütenkrone besitzt die typische Form der Schmetterlingsblüte. Die Fahne ist bei einer Länge von 5 bis 7 Millimetern sowie einer Breite von 2,3 bis 3 Millimetern verkehrt-eiförmig mit einer sich verschmälernden Basis und einem gestutzten, stachelspitzigem oberen Ende; sie ist 1,3 bis 2,3 Millimeter lang genagelt. Die 1,2 bis 1,8 Millimeter lang genagelten und etwa 0,5 Millimeter lang geöhrten Fahnen sind bei einer Länge von 4,5 bis 6 Millimetern sowie einer Breite von 1,5 bis 2,2 Millimetern länglich. Das Schiffchen ist bei einer Länge von 3 bis 3,5 Millimetern kürzer als die Fahnen und endet stumpf. Die Staubbeutel sind 0,2 bis 0,3 Millimeter lang sowie 0,15 bis 0,25 Millimeter breit. Das einzige Fruchtblatt ist kahl oder behaart.
Blütezeit ist Mai bis August.

### Frucht und Samen
Die, einschließlich des 3 bis 15 Millimeter langen, stark zurückgekrümmten, fadenförmigen Schnabels, meist 25 bis 42 (18 bis 45) Millimeter lange sowie 2 bis 4 Millimeter breite Hülsenfrucht ist länglich, gebogen und abgeflacht und ist bei fünf bis acht Gliedern nur wenig eingeschnürt. An einem Exemplar können Blüten und Früchte, auf der Iberischen Halbinsel zwischen Februar und Juni, längere Zeit gleichzeitig vorhanden sein. Die erdfarbenen oder gelblich-rötlichen Samen sind bei einer Länge von selten 2,4 bis, meist 3 bis 3,3 Millimetern sowie einem Durchmesser von 1,7 bis 1,8 Millimetern eiförmig.

### Chromosomensatz
Es liegt Diploidie vor und die Chromosomenzahl beträgt 2n = 14.

## Vorkommen
Ornithopus compressus ist in Makaronesien und im Mittelmeerraum von Nordafrika über Westasien bis zum Kaukasusraum und in Südwest- sowie Südosteuropa natürlich verbreitet. Es gibt Fundorte auf Madeira, den Kanarischen Inseln, im nördlichen Algerien, in Marokko, Tunesien, auf Zypern, im Iran, in Israel, im Libanon, in der westlichen Türkei, in Georgien, Albanien, Bulgarien, im früheren Jugoslawien, in Griechenland (inklusive Kreta), Italien (inklusive Sardinien, Sizilien), Frankreich (inklusive Korsika), Portugal und Spanien (inklusive Balearen).
Auf den Azoren ist Ornithopus compressus ein Neophyt. Beispielsweise in Deutschland ist der Flachhülsige Vogelfuß ein in Einbürgerung befindlicher Neophyt. Ornithopus compressus ist ein Neophyt in den australischen Bundesstaaten Victoria, Western Australia sowie New South Wales.
Die Gelbe Serradella gedeiht in Mitteleuropa als Neophyt an sandigen Standorten, Brachland und Weiden ohne Staunässe. Sie ist eine Verbandscharakterart der mediterranen bodensauren Therophytenfluren (Helianthemion guttati).

## Taxonomie
Die Erstveröffentlichung von Ornithopus compressus erfolgte 1753 durch Carl von Linné in Species Plantarum, Band 2, S. 744. Das Artepitheton compressus bedeutet zusammengedrückt und bezieht sich auf die Hülsenfrucht. Ein Homonym ist Ornithopus compressus Sieber ex Steud. in Nomenclator Botanicus 2. Auflage, 10, 1841, S. 230 veröffentlicht. Ein Synonym für Ornithopus compressus L. ist Ornithopus scorpioides M.Bieb.

## Nutzung
Mitte des 20. Jahrhunderts wurde die Gelbe Serradella wie die Rosafarbene Serradella als Kulturpflanze nach Australien eingeführt. In den 80er Jahren fand sie eine gewisse Verbreitung zur Gründüngung. Seit der Weiterzüchtung von Serradella im frühen 21. Jahrhundert wird diese dort aber häufiger eingesetzt als die Gelbe.
Der Anbau von Ornithopus compressus auf Weideflächen in Zentralchile wird erforscht.